# VORTAC

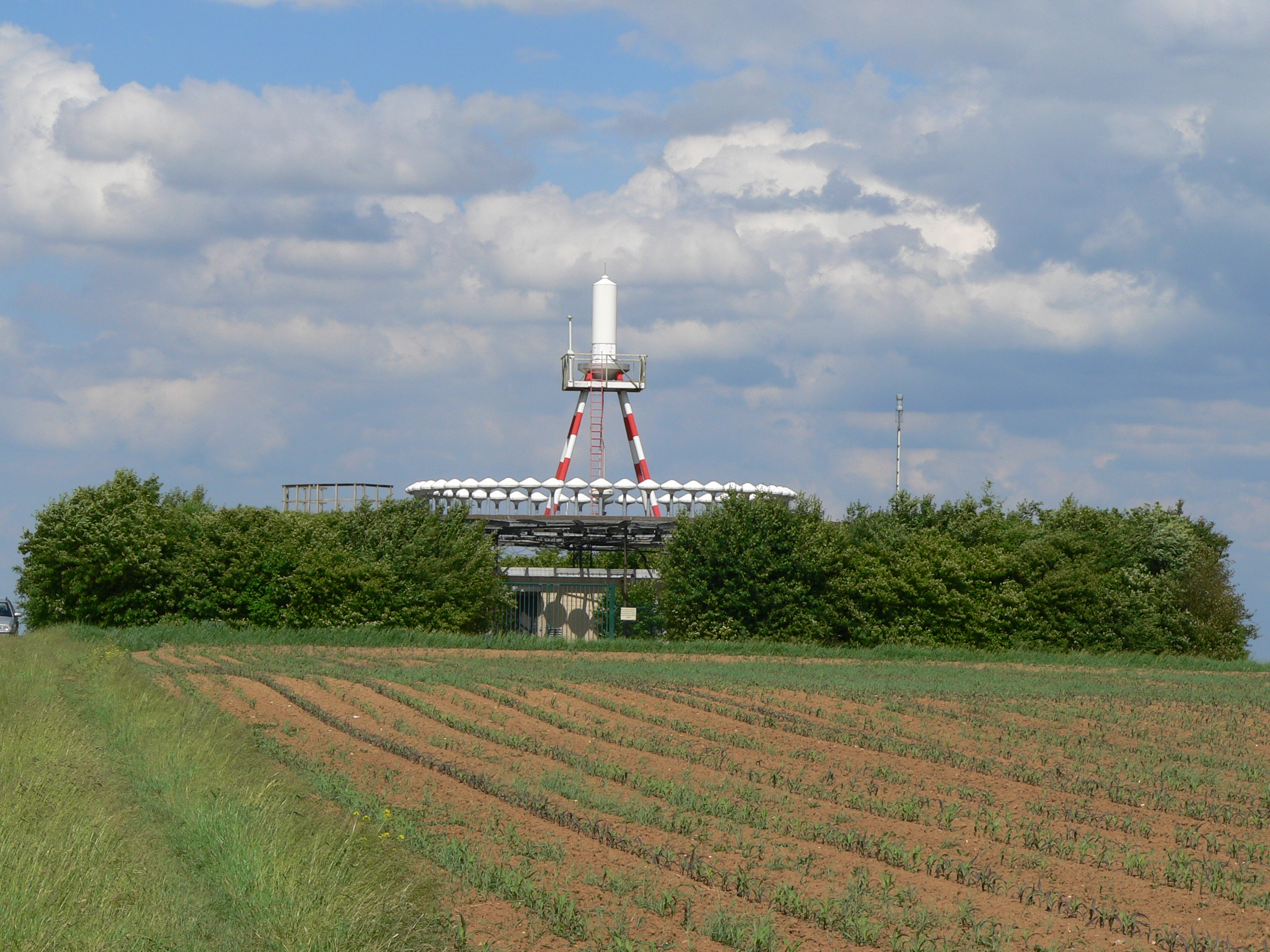
VORTAC v Německu u Neckartailfingenu

VORTAC je společná instalace radiomaják VOR (obvykle v modifikaci D-VOR s odpovídačem DME) a přesnějšího ale méně rozšířeného (a neperspektivního) radiomajáku TACAN.
Na obrázku je vidět instalace TACAN. Skupina mnoha stejných tyčí s bílými kryty na vrcholech tvoří kruhový systém antén D-VOR. Na nástavbě nad ním je umístěna anténa TACAN.